# Света Богородица (Антверпен)
„Света Богородица“ (на нидерландски: Onze-Lieve-Vrouwekathedraal) е католическа църква в град Антверпен, Белгия, катедрала на Антверпенския диоцез.
Нейното строителство започва през 1352 година по проект в готически стил на братята Ян и Пийтер Апелманс и е прекратено през 1521 година, макар че едната от двете кули на челната фасада остава незавършена. В църквата се намират няколко значими работи на антверпенския бароков художник Петер Паул Рубенс, както и картини на други автори, като Ото ван Вен, Якоб де Бакер и Мартен де Вос.
През 1999 година катедралата е включена в Списъка на световното наследство на ЮНЕСКО като част от груповия паметник Камбанарии на Белгия и Франция.

## История
През 9-12 век на мястото на днешната катедрала съществува малък параклис, посветен на Богородица, който през 1124 година е превърнат в енорийска църква. През 12 век той е заменен от по-голяма романска църква с дължина 80 m и ширина 42 m.
През 1352 година започва строителството на днешната сграда, която се превръща в най-голямата готическа църква в Нидерландия. Първоначалният план предвижда на челната западна фасада да бъдат разположени две симетрични кули. През 1521 година сградата е готова в основни линии и започва да се използва пълноценно, като по това време южната кула остава частично построена. След пожар през 1533 година нейното довършване е отложено и така и не се стига до него.
Макар че църквата е замислена като внушителна сграда, по време на строителството тя не е катедрала, тъй като Антверпен няма собствен епископ. Едва в средата на 16 век е създаден Антверпенски диоцез, което среща значителна съпротива сред гражданите, поради опасенията за разходите за неговата издръжка. На 20 август 1566 година, в началото на Осемдесетгодишната война, протестантите унищожават голяма част от интериора на църквата, тъй като смятат почитането на икони за идолопоклонство. През 1581-1585 година, когато Антверпен отново е под протестантски контрол, отново са унищожени и разпродадени много предмети на изкуството, намиращи се в църквата.
През 1794 година французите завземат Антверпен и разграбват катедралата, предизвиквайки сериозни щети, а няколко години по-късно те дори правят опити да разрушат сградата. През 1816 година, след разгрома на Наполеон I, част от ограбените ценности, включително трите шедьовъра на Рубенс, са върнати от Франция в Антверпен, а през следващите десетилетия интериорът постепенно е възстановен. Антверпенския диоцез, закрит през 1801 година, е възстановен през 1961 година и църквата отново става катедрална, а между 1965 и 1993 година тя е изцяло реставрирана.